# BNE (アーティスト)
BNE（ビーエヌイー）は、アメリカ在住のグラフィティアーティストである。

## 概要

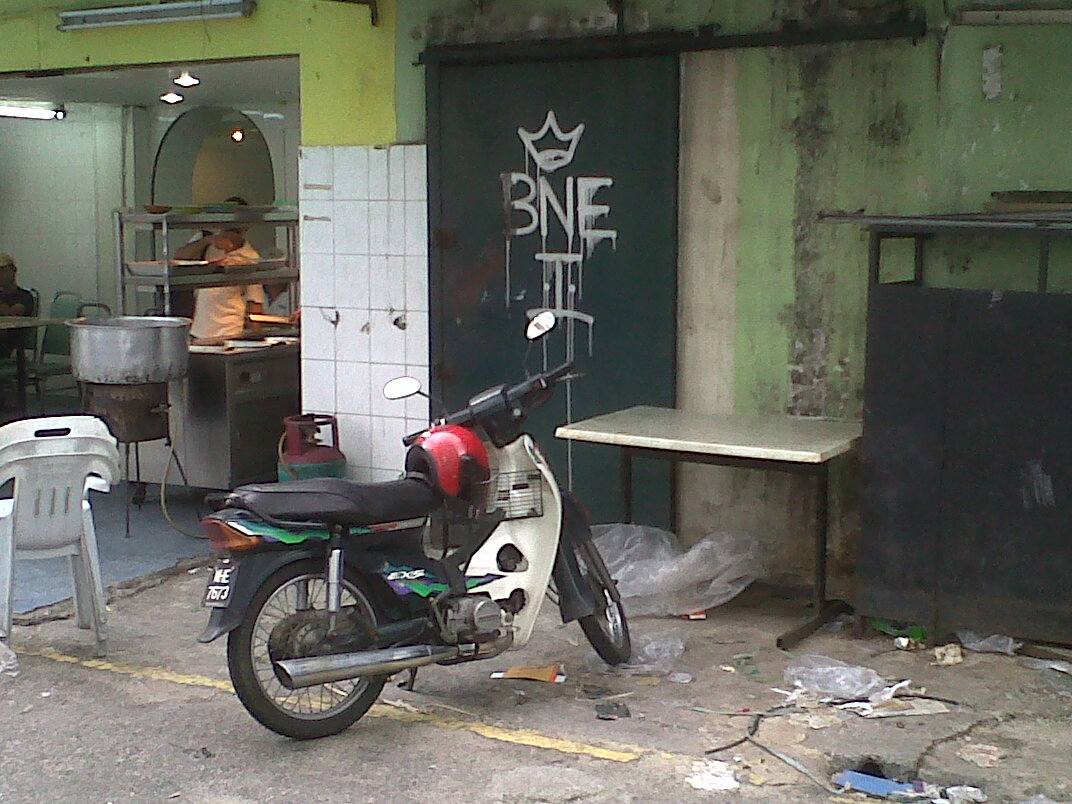
BNE と書かれた落書き（クアラルンプール)

約15年間（2012年時点）にわたりアメリカをはじめとした世界各国において、白地に黒色のゴシック体で「BNE」「BNE WAS HERE」「BNE参上」などと書かれたステッカーおよびグラフィティを残す形で表現活動を行ってきた。
BNEのグラフィティの実行者は長らく謎となっていたが、2009年12月ニューヨーク・タイムズにインタビューが掲載されたことにより、初めてBNEを名乗る人物がいることが明らかになった。その後2011年には水問題に苦しむ地域に手助けを行う財団・BNE Water Foundationを立ち上げた。ただしBNEの詳しいプロフィールはいまだに明らかになっておらず、
- 1970年代後半〜1980年代前半生まれ[1]
- 英語のアクセントから、ニューヨーク生まれと推測される[3]

といった断片的な情報がもたらされている。

## グラフィティ活動
白地に黒色のゴシック体で「BNE」「BNE WAS HERE」「BNE参上」などと書かれたステッカー、およびグラフティが、香港、クアラルンプール、ニューヨーク、サンフランシスコ、東京、バンコク、プラハで確認されている。2006年7月、サンフランシスコ市長は 交通標識や公共物に貼られたステッカーに対する犯人逮捕のため、2,500ドルの懸賞金を賭けた。

### 日本国内

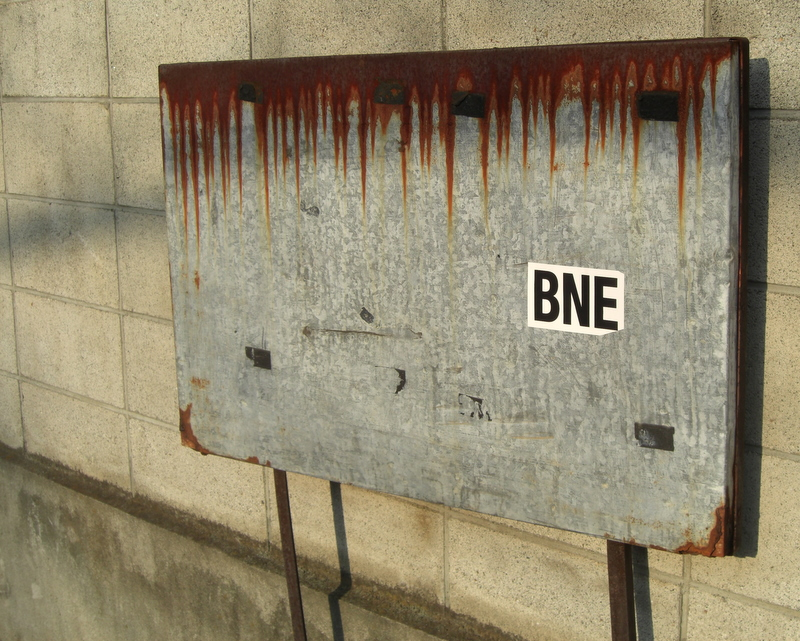
掲示板に張られたBNEステッカー（東京都足立区にて）

東京都内を中心に池袋や新宿、渋谷などの繁華街で歩道橋や街灯、消火栓などに貼られている。
かつて日本における報道ではBNEの意味として、
- ブリスベン国際空港のIATA空港コード
- 音楽レーベル(Brand New Entertainment)
- 日本で活躍する外国人グラフティアーティストの愛称

ではないかと報道された。
なお、公共の施設にステッカーを貼り付けることは公共のマナーに反するうえ、軽犯罪法、道路交通法にも抵触する。東京都の場合、「屋外広告物条例」の第7条第2項に禁止物件として「電柱、街路灯柱及び消火栓標識」、「アーチの支柱及びアーケードの支柱」と明記されている（ただし罰則規定は無い）。悪質な場合は器物損壊罪、建造物等損壊罪となる。

## 関連報道
- 2006年9月8日　ABCニュース[7]
- 2006年9月20日 フジテレビ系「FNNスーパーニュース」
- 2006年10月26日　web R25[8]